# Transformada de coseno discreta modificada
La Transformada Discreta del Coseno Modificada, también conocida por Transformación de Coseno Discreto Modificado y por sus siglas en inglés, MDCT (Modified Discrete Cosine Transform), es una transformada lineal ortogonal lapped, basada en la idea de la cancelación del aliasing del dominio de tiempo (TDAC, Time Domain Aliasing Cancellation). 
Introducida por primera vez por Princen J, Bradley A, en Analysis/Synthesis Filter Bank Design Based on Time Domain Aliasing Cancellation, IEEE Transactions, ASSP-34, No.5, Oct 1986, pp. 1153-1161, y posteriormente desarrollada por Princen J, Johnson A, Bradley, A, en Subband/Transform Coding Using Filter Bank Designs Based on Time Domain Aliasing Cancellation, Proc. of the ICASSP 1987, pp 2161-2164. 
La MDCT se muestrea críticamente ya que, aunque el 50% de datos es solapado, los datos de la secuencia después de la MDCT tienen el mismo número de coeficientes que muestras antes de la transformada. Esto significa que un solo bloque de datos de la IMDCT no corresponden al bloque original en la cual se aplicó la MDCT.  
Cuando los bloques de datos siguientes de la transformada inversa se agregan (todavía solapados al 50%), los errores introducidos por la transformada son cancelados (TDAC). Gracias a la característica del solapado, la MDCT resulta muy útil para la cuantificación.  
La definición usada de la MDCT es:
{\displaystyle X(m)=\sum _{k=0}^{n-1}{f(k)x(k)\cos \left({\frac {\pi }{2n}}\left(2k+1+{\frac {n}{2}}\right)\left(2m+1\right)\right)}} para {\displaystyle m=0\dots {\frac {n}{2}}-1}
y la IMDCT:
{\displaystyle y(p)=f(p){\frac {4}{n}}\sum _{m=0}^{{\frac {n}{2}}-1}{X(m)\cos \left({\frac {\pi }{2n}}\left(2p+1+{\frac {n}{2}}\right)\left(2m+1\right)\right)}} para {\displaystyle p=0\ldots n-1}
donde {\displaystyle f(x)=\sin \left(\pi {\frac {x}{n}}\right)}
La MDCT se utiliza típicamente en codificadores con una ventana longitud de 512 muestras, y 256 muestras nuevas para cada bloque.

## Window Functions

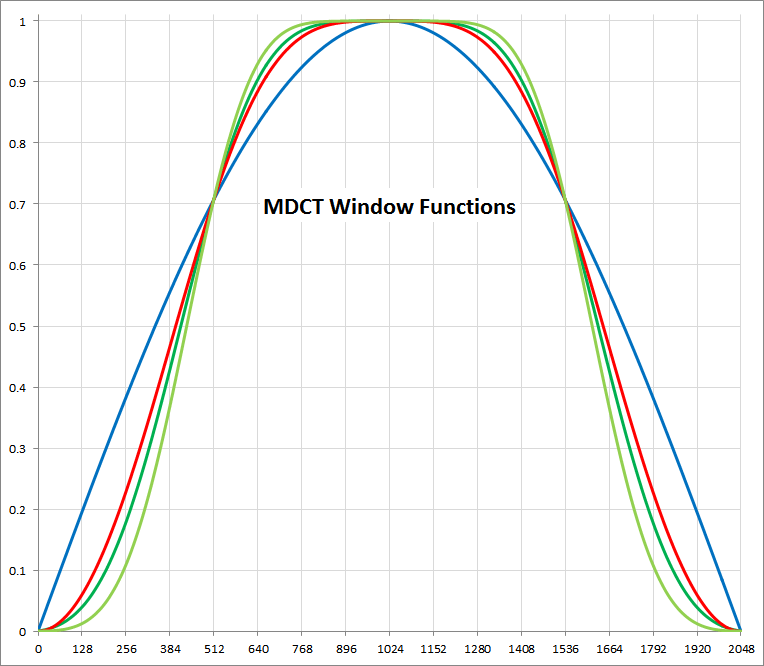
MDCT window functions:
blue: Cosine, red: Sine-Cosine, green: modified Kaiser-Bessel

## Aplicaciones
- Vorbis
- Advanced Audio Coding